# Schaaktoernooi Hoogeveen

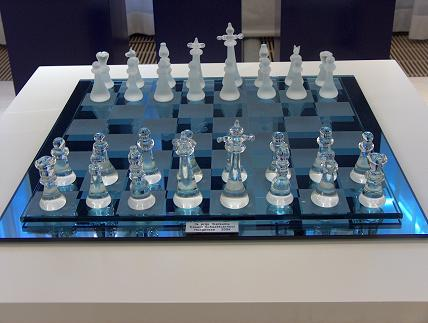
Eerste prijs kroongroep, een glazen schaakspel

Het Schaaktoernooi Hoogeveen (Hoogeveen Chess) is een schaaktoernooi dat sinds 1997 jaarlijks in oktober in Hoogeveen wordt gehouden. Zoals gebruikelijk in de schaaksport is het toernooi vernoemd naar de sponsor: de eerste drie jaren heette het toernooi het VAM-toernooi naar de Drentse afvalverwerker VAM, van 2000 tot en met 2008 was de naam het Essent-toernooi en vanaf 2009 was Univé enige jaren de hoofdsponsor. Tegenwoordig heeft het toernooi geen naamgevend sponsor.
Het Schaaktoernooi Hoogeveen vond voor de eerste keer plaats in 1997. David Bronstein speelde toen een van zijn laatste toernooien. Sinds die tijd heeft het toernooi zich opgewerkt naar een van de sterkste toernooien ter wereld en het in sterkte tweede schaaktoernooi van Nederland, na het Tata Steel-toernooi dat elk jaar in januari in Wijk aan Zee wordt gehouden.
Het Schaaktoernooi Hoogeveen bestaat uit drie afzonderlijke toernooien: een amateurtoernooi, een open groep en een kroongroep. Het amateurtoernooi en de open groep bestaan uit 9 rondes, waarin wordt gespeeld volgens het Zwitsers systeem. Tot en met 2013 bestond de Kroongroep uit een volledige competitie tussen vier spelers, waarbij elke schaker de andere deelnemers tweemaal trof. De eerste jaren speelde de Kroongroep met glazen stukken, gemaakt in het voormalige plaatselijke glasmuseum. Sinds 2014 bestaat de Kroongroep uit twee matches tussen twee spelers, die zes partijen tegen elkaar spelen.

## Geschiedenis
De eerste jaren bestond de Kroongroep uit een unieke formule waarbij de tegenstellingen man-vrouw, jong-oud en Nederlander-buitenlander centraal stonden: in een vierkamp speelden de sterkste speler uit Nederland, de sterkste vrouwelijke schaker ter wereld, een oud-wereldkampioen en de jeugdwereldkampioen tegen elkaar. In plaats van een oud-wereldkampioen werd eenmaal een nog levende schaaklegende uitgenodigd die geen wereldkampioen is geweest (Viktor Kortsjnoj). In latere jaren werd de strakke formule voor de kroongroep losgelaten en werd in plaats van een oud-wereldkampioen een internationale topspeler uitgenodigd. In 2004 werd de formule helemaal losgelaten en speelden twee jonge talenten tegen twee oudgedienden. 

### 1997 t/m 2006
1997
1. Emil Sutovsky, 2. Judit Polgár, 3. Loek van Wely, 4. Vasili Smyslov

1998
1. Judit Polgár, 2. Jan Timman, 3. Boris Spasski, 4. Tal Shaked

1999
1. Jan Timman en Judit Polgár, 3. Anatoli Karpov,  4.  Darmen Sadvakasov

2000
1. Aleksandr Chalifman, 2. Jan Timman, 3. Aleksandr Galkin, 4. Judit Polgár

2001
1. Judit Polgár en Loek van Wely, 3. Viktor Kortsjnoj, 4. Lazaro Bruzon

2002
1. Péter Ács, 2. Judit Polgár, 3. Aleksandr Chalifman, 4. Loek van Wely

2003
1. Judit Polgar, 2. Ivan Sokolov, 3. Levon Aronian, 4. Anatoli Karpov

2004
1. Ivan Sokolov, 2. Nigel Short, 3. Magnus Carlsen, 4. Daniël Stellwagen

21 t/m 29 oktober 2005
Pendyala Harikrishna won de Kroongroep met 4 punten. Ivan Sokolov eindigde met 3.5 punt op de tweede plaats, Emil Sutovsky werd derde met 2.5 punt terwijl de wereldkampioen bij de vrouwen Antoaneta Stefanova met 2 punten op de vierde plaats eindigde. In het Open toernooi speelden 75 deelnemers negen ronden. Winnaar werd Vladimir Baklan met 7 punten. Friso Nijboer, Alexander Goloshchapov, Ian Rogers, Eduard Rozentalis, Michail Brodsky, en Erwin l'Ami behaalden ieder 6.5 punt terwijl Sipke Ernst, Miso Cebalo, Suat Atalik, John van der Wiel, Peter Wells, Herman Grooten en Igor Naumkin met 6 punten eindigden. 
2006
1. Shakhriyar Mamedyarov en Judit Polgár, 3. Veselin Topalov, 4. Ivan Sokolov

### 2007 t/m 2016
2007
1. Shakhriyar Mamedyarov, 2. Loek van Wely, 3. Roeslan Ponomarjov, 4. Zaven Andriasian

2008
1. Ivan Sokolov, 2. Jan Smeets, 3. Ahmed Adly, 4. Marie Sebag

2009
1. Sergej Tiviakov, 2. Vasyl Ivantsjoek, 3. Anish Giri, 4. Judith Polgár

2010
1. Maxime Vachier-Lagrave, 2. Aleksej Sjirov, 3. Anish Giri, 4. Sergej Tiviakov

2011
1. Vladimir Kramnik, 2. Anish Giri, 3. Maxime Vachier-Lagrave, 4. Judith Polgár

2012
1. Hikaru Nakamura, 2. Sergej Tiviakov, 3. Anish Giri, 4. Hou Yifan

2013
1. Wesley So, 2. Michael Adams, 3. Robin van Kampen 4. Loek van Wely

2014
- Anish Giri wint van Aleksej Sjirov, Baadoer Dzjobava wint van Jan Timman

2015
- Jan Timman wint van Jorden van Foreest, Sopiko Guramishvili wint van Anna-Maja Kazarian

2016
- Nigel Short wint van Hou Yifan, Ivan Sokolov wint van Jorden van Foreest

### 2017 t/m heden
2017
- Vasyl Ivantsjoek wint van Baskaran Adhiban, Jorden van Foreest wint van Wei Yi

2018
- Pjotr Svidler wint van Sam Shankland, Vladimir Fesoseev wint van Jorden van Foreest

2019
- Alireza Firouzja wint van Jorge Cori, Jan Timman wint van Zhansaya Abdumalik

## Lijst van winnaars

### Kroongroep

#### Meervoudige winnaars

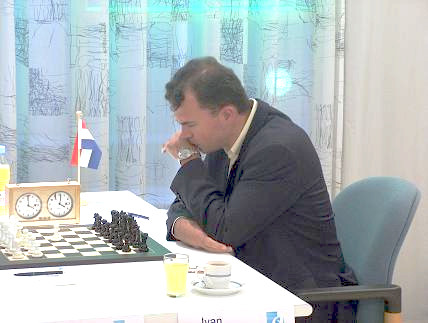
Sokolov in Hoogeveen (2004)

| Overwinningen | Schaker               | Land                  | Jaren                     |
| ------------- | --------------------- | --------------------- | ------------------------- |
| 4             | Judit Polgár          | Vlag van Hongarije    | 1998 + 1999 + 2001 + 2003 |
| 3             | Ivan Sokolov          | Vlag van Nederland    | 2004 + 2008 + 2016        |
| 3             | Jan Timman            | Vlag van Nederland    | 1999 + 2003 + 2015        |
| 2             | Shakhriyar Mamedyarov | Vlag van Azerbeidzjan | 2006 + 2007               |

#### Overwinningen per land
| Overwinningen | Land                                                                           |
| ------------- | ------------------------------------------------------------------------------ |
| 9             | Nederland                                                                      |
| 5             | Hongarije,                                                                     |
| 2             | Azerbeidzjan, Rusland, Georgië                                                 |
| 1             | Israël, Frankrijk, Verenigde Staten, Filipijnen, Verenigd Koninkrijk, Oekraïne |

### Open toernooi

#### Meervoudige winnaars
| Overwinningen | Schaker            | Land               | Jaren              |
| ------------- | ------------------ | ------------------ | ------------------ |
| 3             | Mikhail Gurevich   | Vlag van België    | 1999 + 2001 + 2004 |
| 2             | Victor Mikhalevski | Vlag van Israël    | 1998 + 2014        |
| 2             | Sergej Tiviakov    | Vlag van Nederland | 1999 + 2011        |
| 2             | Abhijeet Gupta     | Vlag van India     | 2015 + 2016        |

#### Overwinningen per land
| Overwinningen | Land                                                                                 |
| ------------- | ------------------------------------------------------------------------------------ |
| 10            | Nederland                                                                            |
| 6             | Rusland                                                                              |
| 5             | Israël                                                                               |
| 3             | België                                                                               |
| 2             | Oekraïne, India                                                                      |
| 1             | Estland, Australië, Noorwegen, Oezbekistan, China, Bulgarije, Azerbeidzjan, Engeland |